# ポール・デュボア
ポール・デュボア（Paul Dubois、1829年7月18日 - 1905年5月23日）はフランスの彫刻家、画家である。ルネッサンス期のフィレンツェの彫刻家の作品から影響された作風で知られる。「デュボア＝ピガル」の名前で作品を発表したこともあった。

## 略歴
オーブ県のノジャン＝シュル＝セーヌで、王室の役人、ノジャン＝シュル＝セーヌの市長などを務めた人物の息子に生まれた。祖父母の兄弟に有名な彫刻家ジャン＝バティスト・ピガル(Jean-Baptiste Pigalle:1714-1785)がいた。法律を学んだ後、パリのエコール・デ・ボザールでアルマン・トゥサン(Armand Toussaint) に彫刻を学び、その後イタリアに留学した。1860年のサロン・ド・パリに母子像を出展し、1863年にも2点の作品を出展し、この年メダルを受賞した。イタリアのルネッサンス期の彫刻から強い影響を受けた。
1865年の作品『フィレンツェの歌手』がサロンで名誉メダル(médaille d'honneur)を獲得するなどし、名声を得て、オマール侯爵からシャンティイ城に設置するアンヌ・ド・モンモランシーの騎馬像の依頼をうけった。ナントの聖堂の『ラモリシェール将軍の墓』などが代表作である。
アンリ・シャピュ(Henri Chapu:1833-1891)、アレクサンドル・ファルギエール(Alexandre Falguière:1831-1900) といった彫刻家や音楽家のジョルジュ・ビゼーの友人であった。
フランス芸術アカデミーの会員に選ばれ、1873年からはリュクサンブール美術館の学芸員を務めた。1878年にウジェーヌ・ギヨームの後任として、パリ国立高等美術学校の校長を務めた。学生にはFabio Stecchiらがいる。
1889年に第一等のレジオンドヌール勲章、グランクロワを受勲した。

## 作品

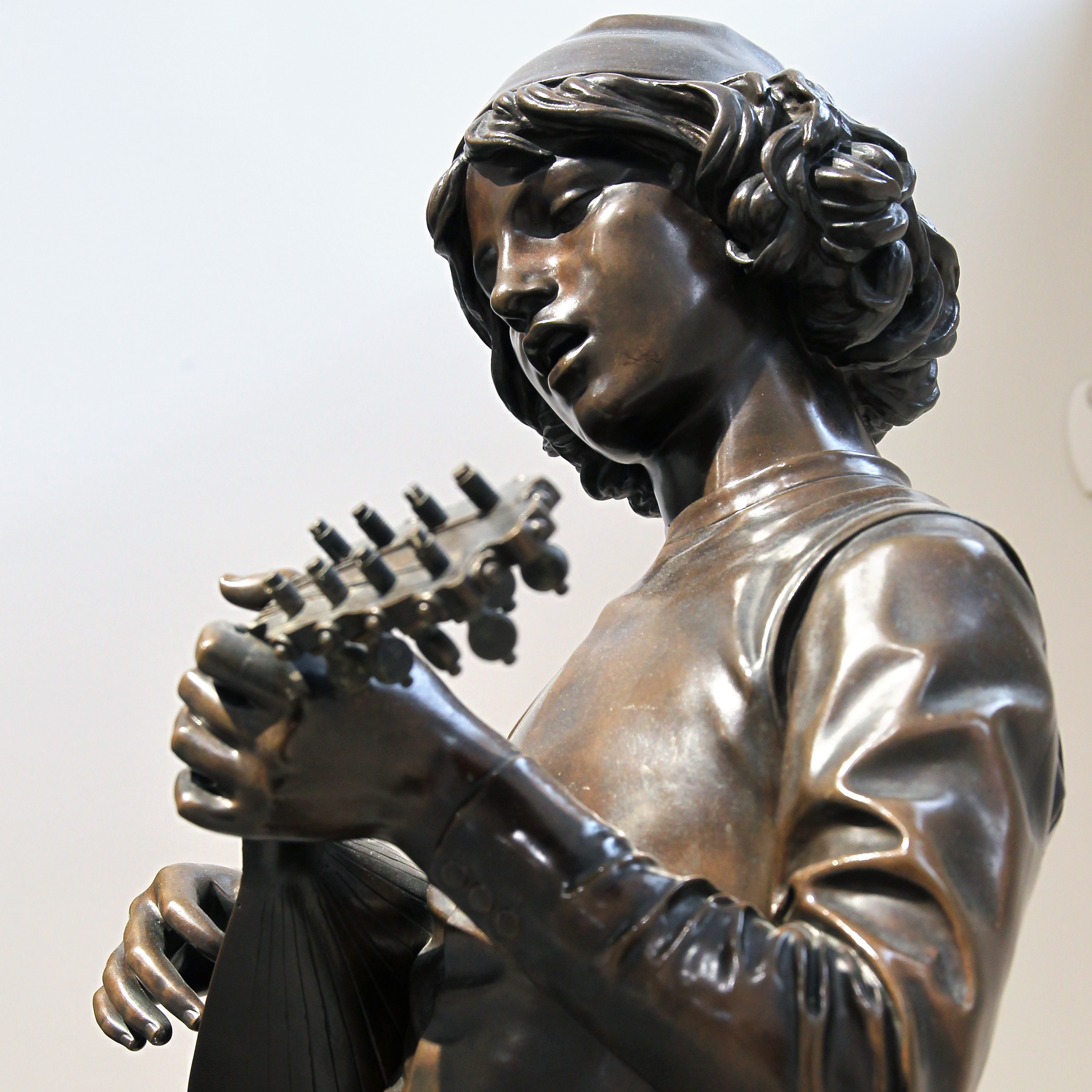
フィレンツェの歌手
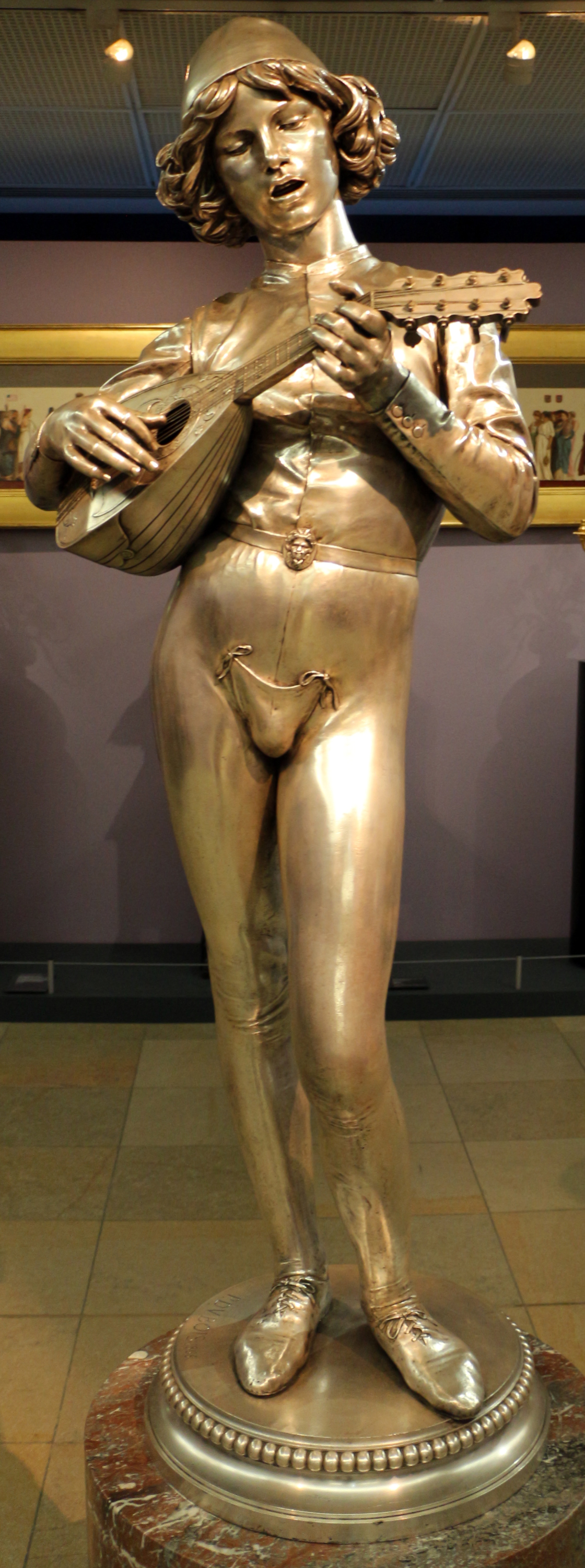
フィレンツェの歌手
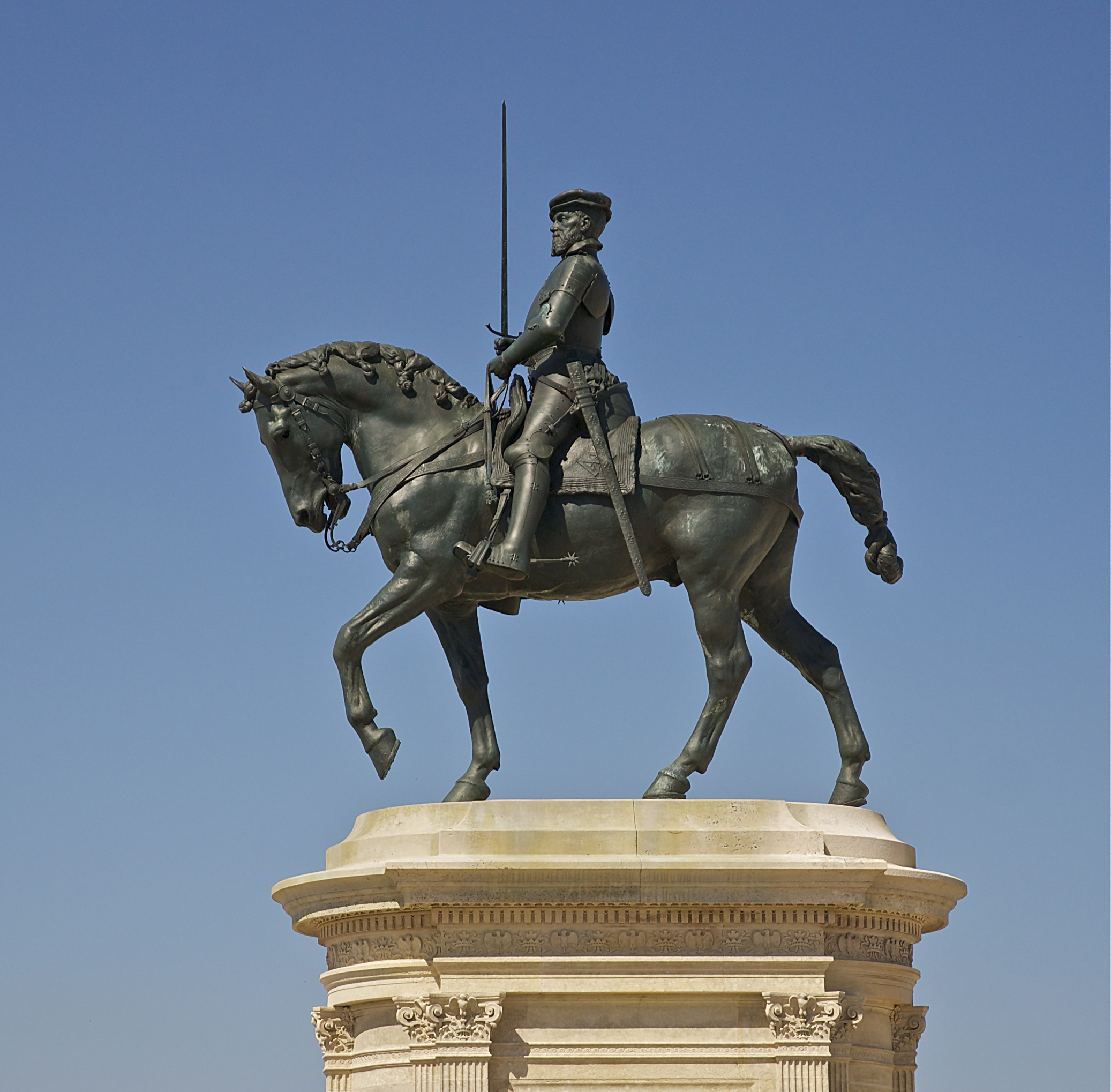
アンヌ・ド・モンモランシーの騎馬像
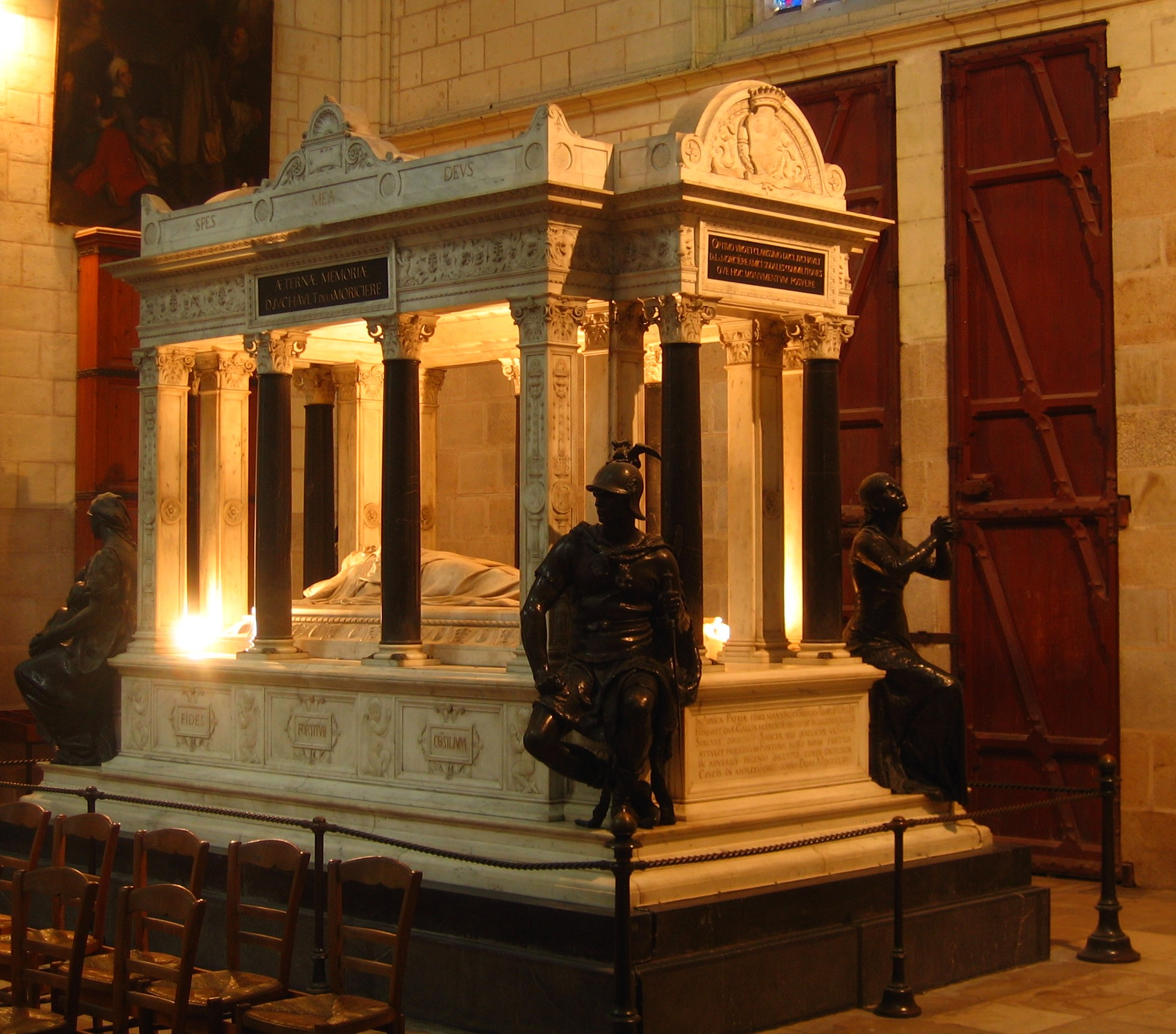
ラモリシェール将軍の墓
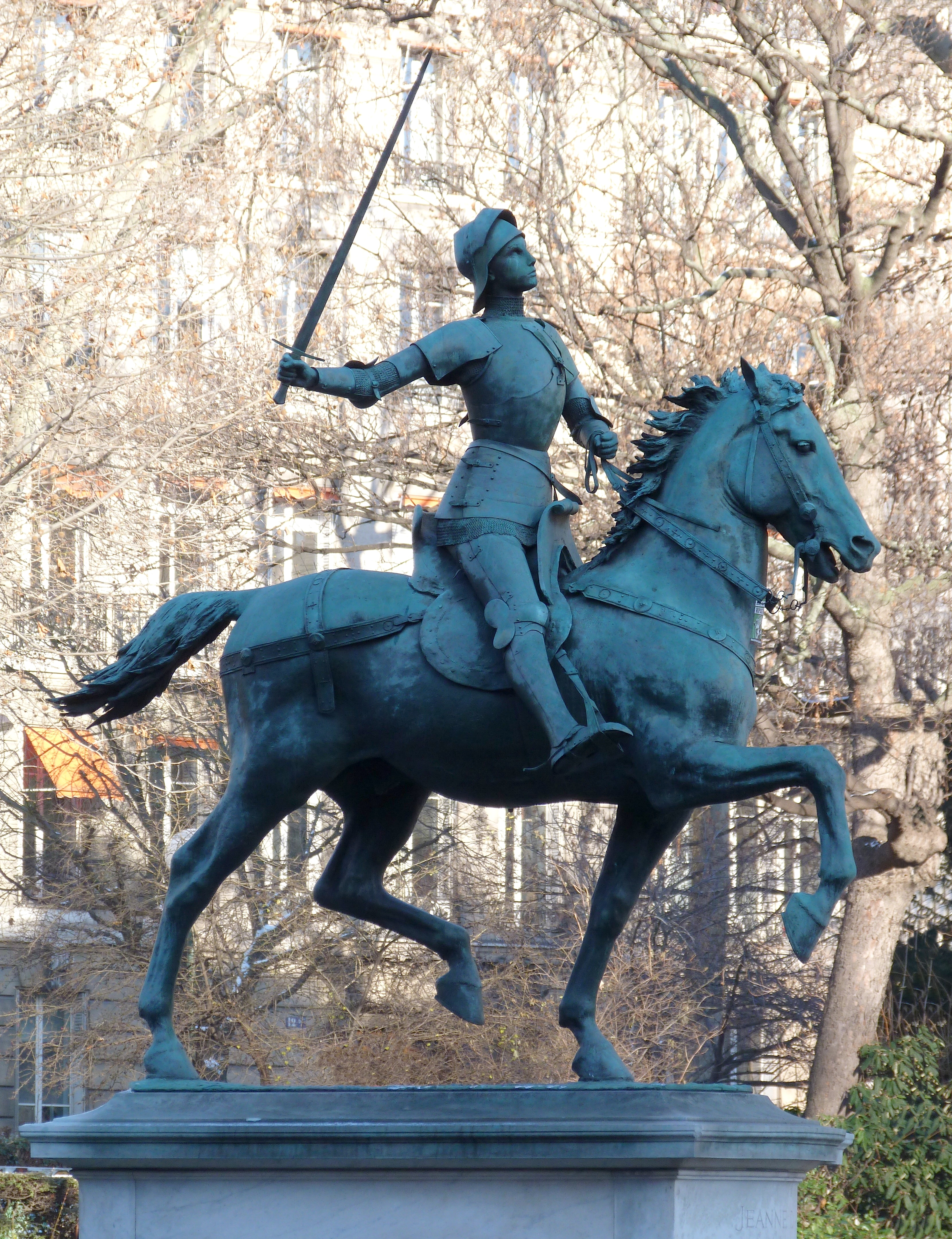
ジャンヌ・ダルク
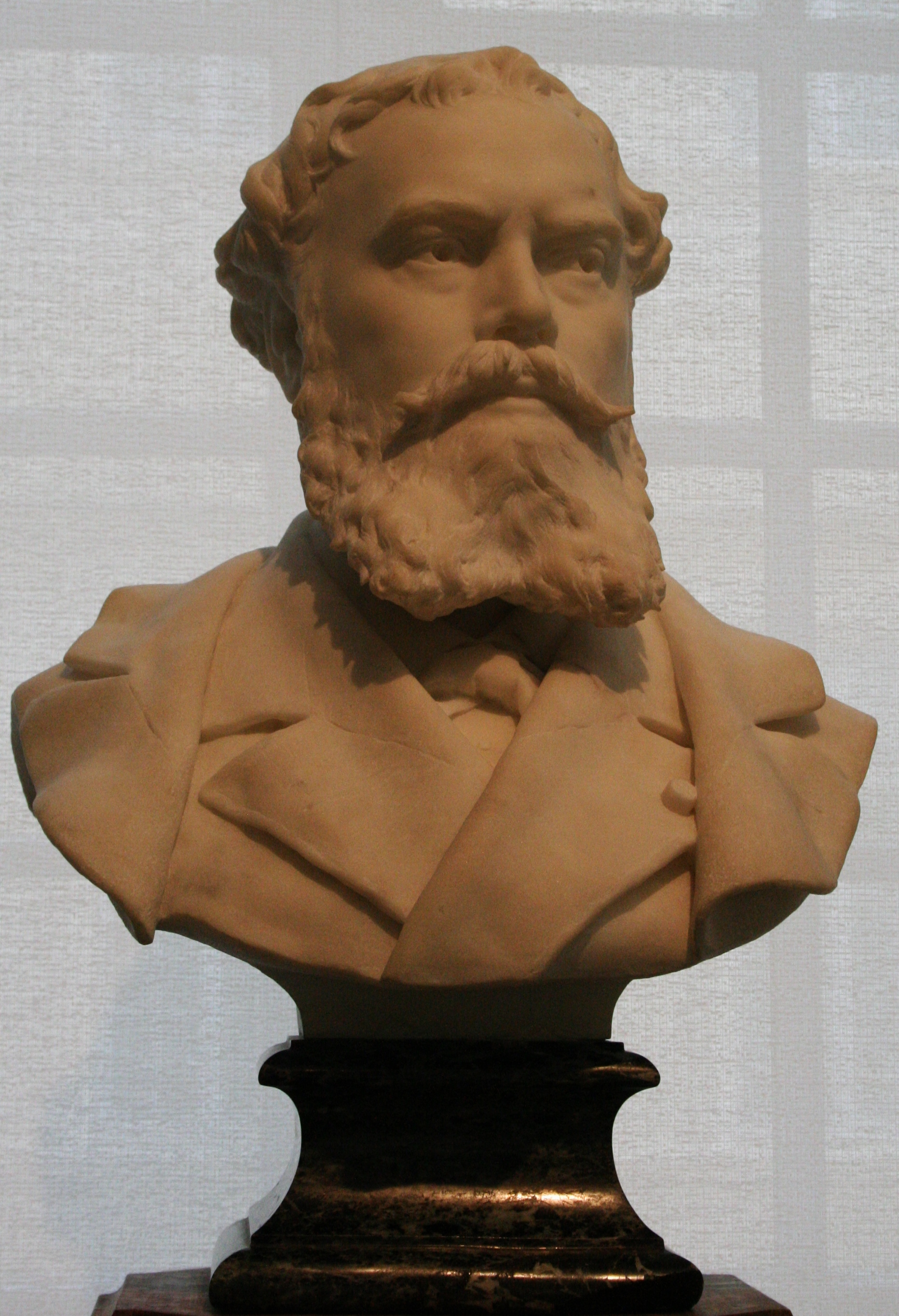
アレクサンドル・カバネル
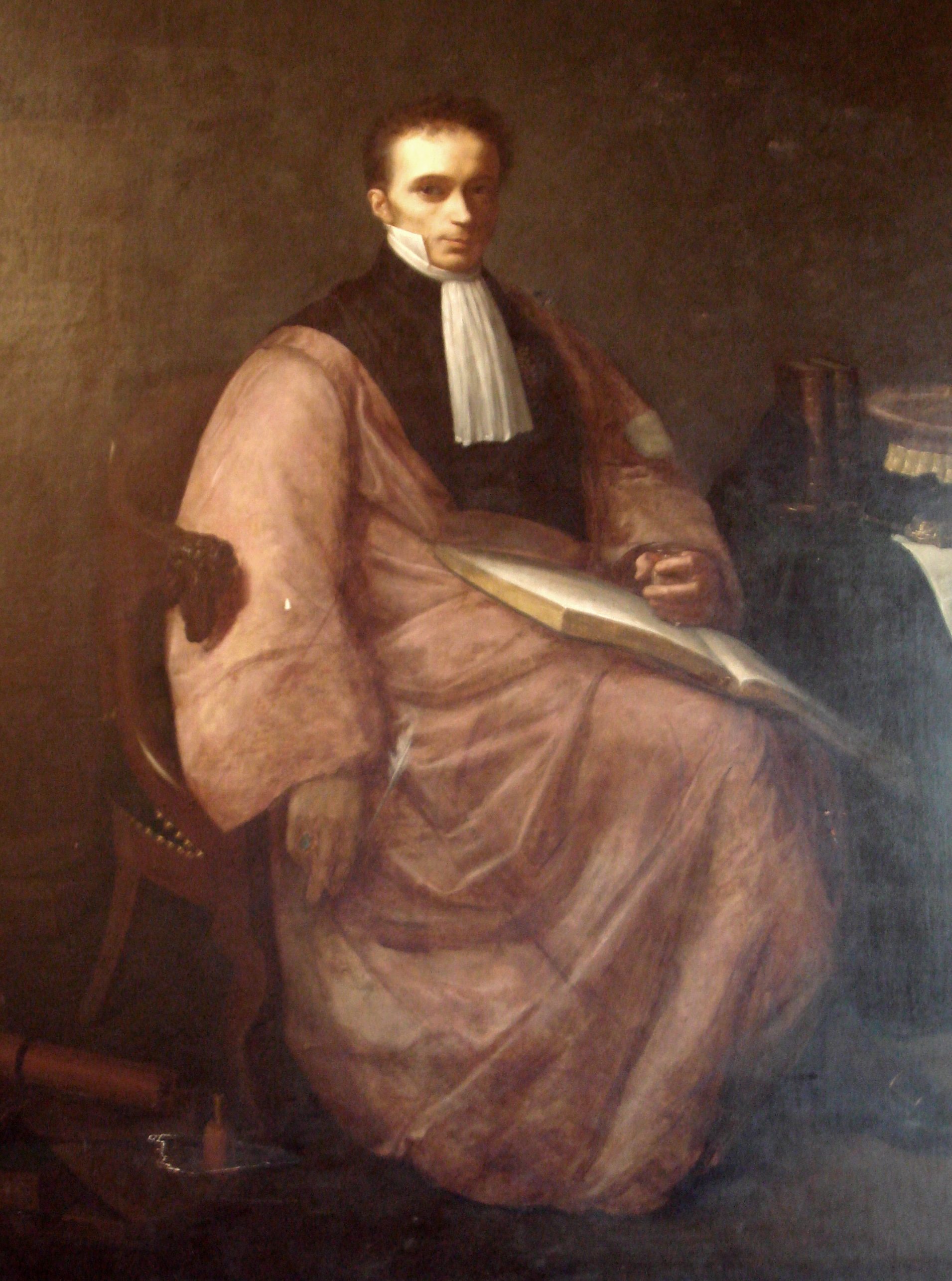
ルネ・ラエンネック 1854年の絵画